# Wenceslaus Hollar

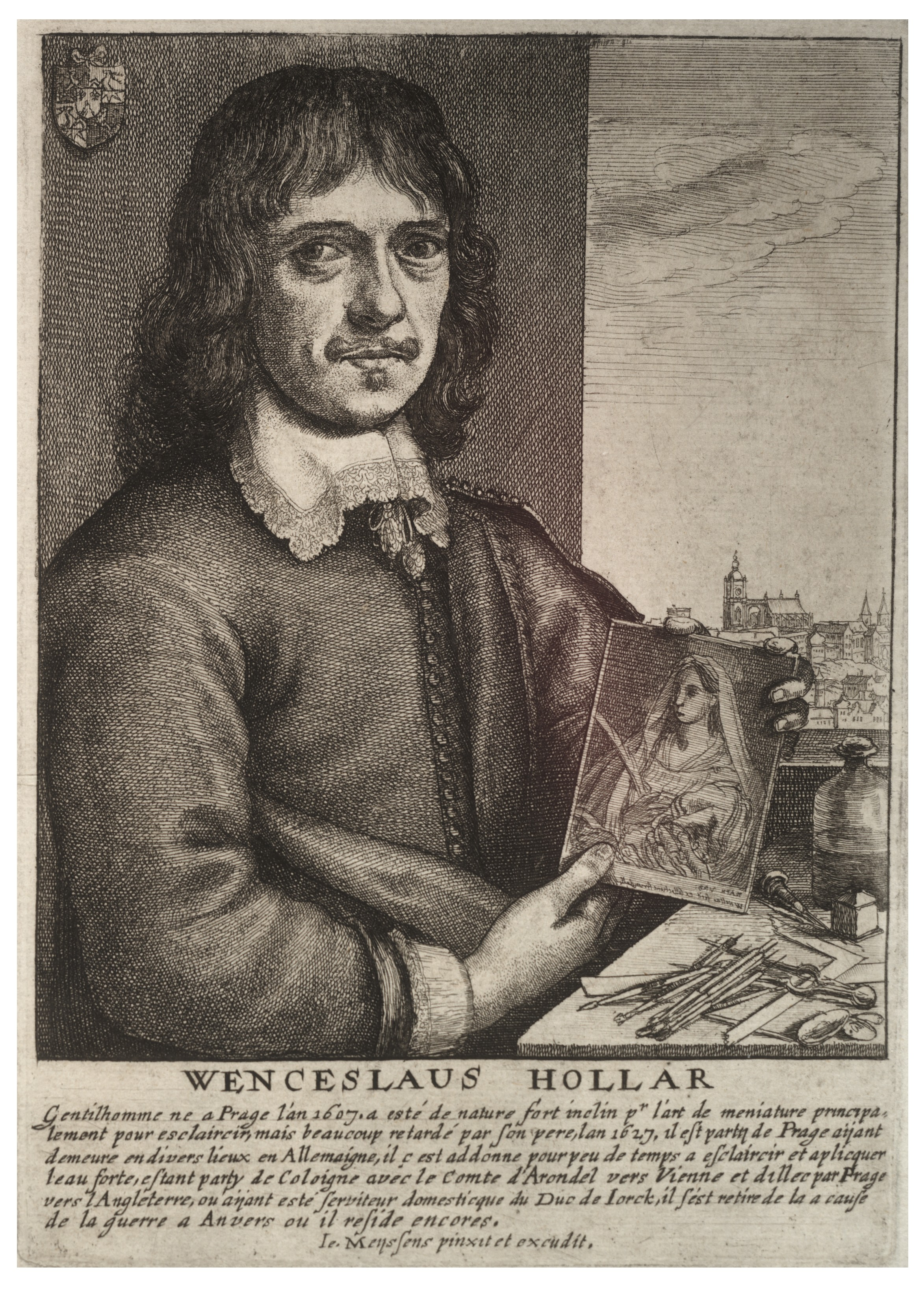
Porträtt av Wenceslaus Hollar

Václav Hollar, känd i England som Wenceslaus eller Wenceslas och i Tyskland som Wenzel Hollar, född 13 juli 1607 i Prag, död 25 mars 1677 i London, var en böhmisk tecknare, etsare och gravör, verksam i Tyskland och England. 
Efter ungdomsår i Prag kom Hollar i lära hos Matthäus Merian den äldre i Frankfurt am Main, där han deltog i dennes topografiska arbeten. Efter att ha utfört flera förtjänstfulla prospekt över tyska städer för Merian, Frans Hogenberg med flera blev han 1636 engagerad av den engelske konstmecenaten Thomas Howard, 21:e earl av Arundel, åt vilken han utförde virtuosmässiga kopparstick, främst efter konstverk i dennes samlingar. I England var han under återstoden av sitt liv strängt anlitad som illustratör och topografisk tecknare. Hollar är upphovsman till flera prospekt över London.
Han är begraven i Saint Margaret's Church.
Bland annat Stockholms stadsmuseums 1600-talspanorama har tillskrivits Hollar och han är representerad vid bland annat Göteborgs konstmuseum och Nationalmuseum i Stockholm.